# Сычёв, Владислав Александрович
Владислав Александрович Сычёв (бел. Уладзіслаў Аляксандравіч Сычоў; род. 26 января 2002, Слуцк, Минская область) — белорусский футболист, полузащитник клуба «Слуцк».

## Карьера

### «Слуцк»

#### Начало карьеры
В 2017 году стал заниматься футболом в Академии АБФФ, откуда потом в 2019 году перебрался в «Слуцк». Стал выступать за дублирующий состав клуба. В 2020 году стал подтягиваться к играм с основной командой и продолжал выступать в дубле. Дебютировал за клуб 21 августа 2020 года в матче против минского «Динамо», выйдя в стартовом составе и отыграв 75 минут. В своём дебютном сезоне за клуб сыграл 4 матча, результативными действиями не отличившись.

#### Аренда в «Локомотив» Гомель
В апреле 2021 года отправился в аренду в гомельский «Локомотив». Дебютировал за клуб 18 апреля 2021 года в матче против «Крумкачей». В матче 15 мая 2021 года против «Лиды» отличился дебютными голами, записав на свой счёт дубль. Закрепился в основной команде, став одним из ключевых игроков клуба. Провёл за клуб 32 матча во всех турнирах, отличившись 5 голами и 3 результативными передачами.
В сезоне 2022 года продолжил выступать за гомельский клуб на правах аренды. Первый матч сыграл 10 апреля 2022 года в матче против «Орши». Первым голом отличился в следующем матче 15 апреля 2022 года против «Сморгони». В декабре 2022 года покинул клуб по окончании срока арендного соглашения. Всего за клуб за 2 сезона сыграл в 56 матчах во всех турнирах, в которых отличился 8 голами и  4 результативными передачами.

#### Возвращение в «Слуцк»
В начале 2023 года футболист тренировался с основной командой «Слуцка». Первый матч сыграл 2 апреля 2023 года против «Минска», выйдя на поле в стартовом составе. В конце апреля 2023 года футболист подписал с клубом новый двухлетний контракт. Дебютный гол за клуб забил 3 сентября 2023 года в матче против «Сморгони». На протяжении сезона футболист был одним из основных игроков клуба, преимущественно выходя на поле со скамейки запасных, отличившись 3 забитыми голами и 2 результативными передачами. По итогу сезона футболист вместе с клубом завершил чемпионат на итоговом восьмом месте.

## Международная карьера
В 2018 году был вызван в юношескую сборную Беларуси до 17. В январе 2019 года стал обладателем Кубка Развития. Также участвовал со сборной в квалификационных матчах на юношеский чемпионат Европы до 17 лет. В 2019 году выступал за юношескую сборную Беларуси до 19 лет.

## Достижения
Сборная
 Беларусь (до 17)
- Обладатель Кубка Развития: 2019